# RVSV-ZEBOV
rVSV-ZEBOV全名重組水泡性口炎病毒-薩伊伊波拉病毒（Recombinant vesicular stomatitis virus–Zaire Ebola virus），又稱伊波拉病毒活毒疫苗（Ebola Zaire vaccine live），商品名為Ervebo，是抗薩伊伊波拉病毒、避免人類伊波拉出血熱的疫苗，在疫區對人群進行环形免疫接种可有效緩解疫情。此疫苗為一重組病毒載體疫苗，成分為經基因重組、表現薩伊伊波拉病毒醣蛋白的水泡性口炎病毒顆粒，因而可刺激人體產生對抗伊波拉病毒的免疫反應。
此疫苗最初由加拿大國家微生物實驗室研究團隊開發，於2003年申請專利，2010年授權小型製藥公司Newlink Genetics繼續研發，2014年後者又將專利售予默克藥廠。2019年此疫苗獲美國與歐盟批准使用。2018年剛果赤道省伊波拉出血熱爆發中此疫苗首次被用於控制伊波拉疫情，不久後又在該國基伍地區的嚴重疫情中被大量使用。
約有半數此疫苗的施打者出現輕度至中度的副作用，包括頭痛、疲倦、肌肉痠痛等。